# Hypocrita calida
Hypocrita calida là một loài bướm đêm thuộc phân họ Arctiinae, họ Erebidae.